# 新开镇 (盘锦市)
新开镇，是中华人民共和国辽宁省盘锦市大洼区下辖的一个乡镇级行政单位。

## 行政区划
新开镇下辖以下地区：
铁南村、西五村、史家村、张家村、曲家村、八家子村、于楼村、田家铺村和胥家村。